# 밀양 신남서원 경보당
밀양 신남서원 경보당(密陽 莘南書院 景報堂)은 대한민국 경상남도 밀양시 무안면에 있는 건축물이다. 1997년 12월 31일 경상남도의 문화재자료 제256호로 지정되었다.

## 개요
경상남도 밀양시 무안면에 위치한 밀성박씨 문중 소유 건물이다. 정국군 박위와 조선 전기 문신 박기 부자를 기리기 위해 세웠다.
박위(朴葳)는 고려말 신흥무인 중 1인으로 이성계의 위화도회군 때 공을 세웠으며, 1389년 대마도를 정벌하는 등 많은 왜구를 물리친 장군이다.
박기(朴耆)는 박위의 아들로 남양부사, 자헌대부 이조참판, 오위도총부 도총관을 지낸 후 고향인 밀양으로 낙향 해 문신 변계량과 함께 후학을 양성했다.
1822년(순조 22)에 후손인 박성기(朴聖基)의 주청으로 밀양 사림(士林)들의 공론을 모아 이 서원을 창건하였는데, 사당을 상모사(尙慕祠)라 하였고 강당을 경보당(景報堂)이라 하였으며 봉안문(奉安文)과 상향축문(常享祝文)을 응교(應敎) 강세백(姜世白)이 지었다. 1868년(고종 5)에 서원철폐령(書院撤廢令)에 따라 사당은 철거되었으나 강당은 경보당(景報堂)으로 이름을 바꾸어 재실(齋室)로 삼고 후손들에 의해 이곳에서 박위장군을 주향(主享)으로 하고 박기를 배향하여 향사가 받들어 졌다. 1981년에 후손들의 발의와 고을 유림들의 호응으로 서원을 복원하여 상모사(尙慕祠)를 그전대로 중건 해 박위, 박기 부자의 제사를 매년 모시고 있다.

## 참고 자료
- 신남서원경보당 - 국가유산청 국가유산포털